# Krugerplein (Antwerpen)

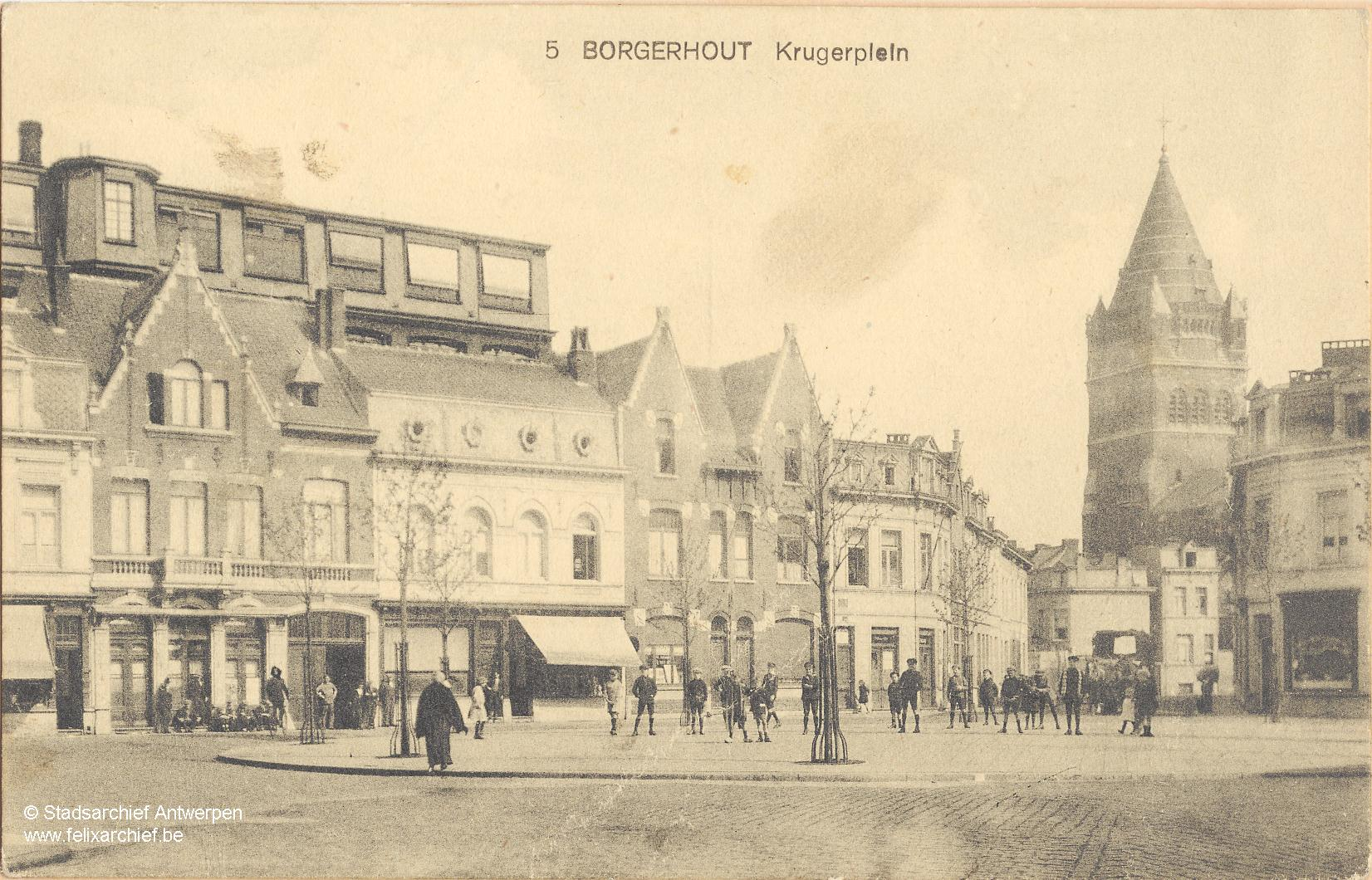
Krugerplein, 1920.

Het Krugerplein is een plein in Antwerpen. Het plein is gelegen in een deel van het district Borgerhout, dat binnen de negentiende-eeuwse gordel valt en daarom gekend is als Borgerhout intra muros of Oud-Borgerhout. Het grootste deel van het plein wordt ingenomen door het Krugerpark, de enige groene ruimte in Oud-Borgerhout.

## Geschiedenis
Het plein werd officieel geopend in 1879. Terwijl Borgerhout in de 19e eeuw overwegend een nijverheidsgemeente was, ontwikkelde het zich vanaf het einde van diezelfde eeuw tot een woongemeente. In 1900 werd daarom beslist om een nieuwe wijk aan te leggen rondom het Krugerplein. Na de Tweede Wereldoorlog waren in Borgerhout, net zoals in de rest van Antwerpen, heel wat gebouwen zwaar beschadigd. Een tiende van de woningen was niet langer bewoonbaar, en moest gesloopt worden. De wederopbouw kwam vooral in de jaren 1950 op gang.

### Jaren 1970-1980
In de jaren 1970 en 1980 kampte Antwerpen, net als heel wat andere steden in Europa, met de gevolgen van stadsvlucht, leegstand en verkrotting. Om die problemen aan te pakken trof het Vlaams Gewest in 1978, onder staatssecretaris Mark Eyskens, een heel aantal maatregelen voor stadsvernieuwing. Er werden eveneens financiële middelen voorzien voor de realisatie van die vernieuwing. Gemeentebesturen kregen de kans om in te tekenen, en gemeente Borgerhout greep die kans. Het resultaat daarvan was het Krugerpark: het eerste erkende herwaarderingsgebied in Vlaanderen.

### Aanleg van herwaarderingsgebied Krugerpark

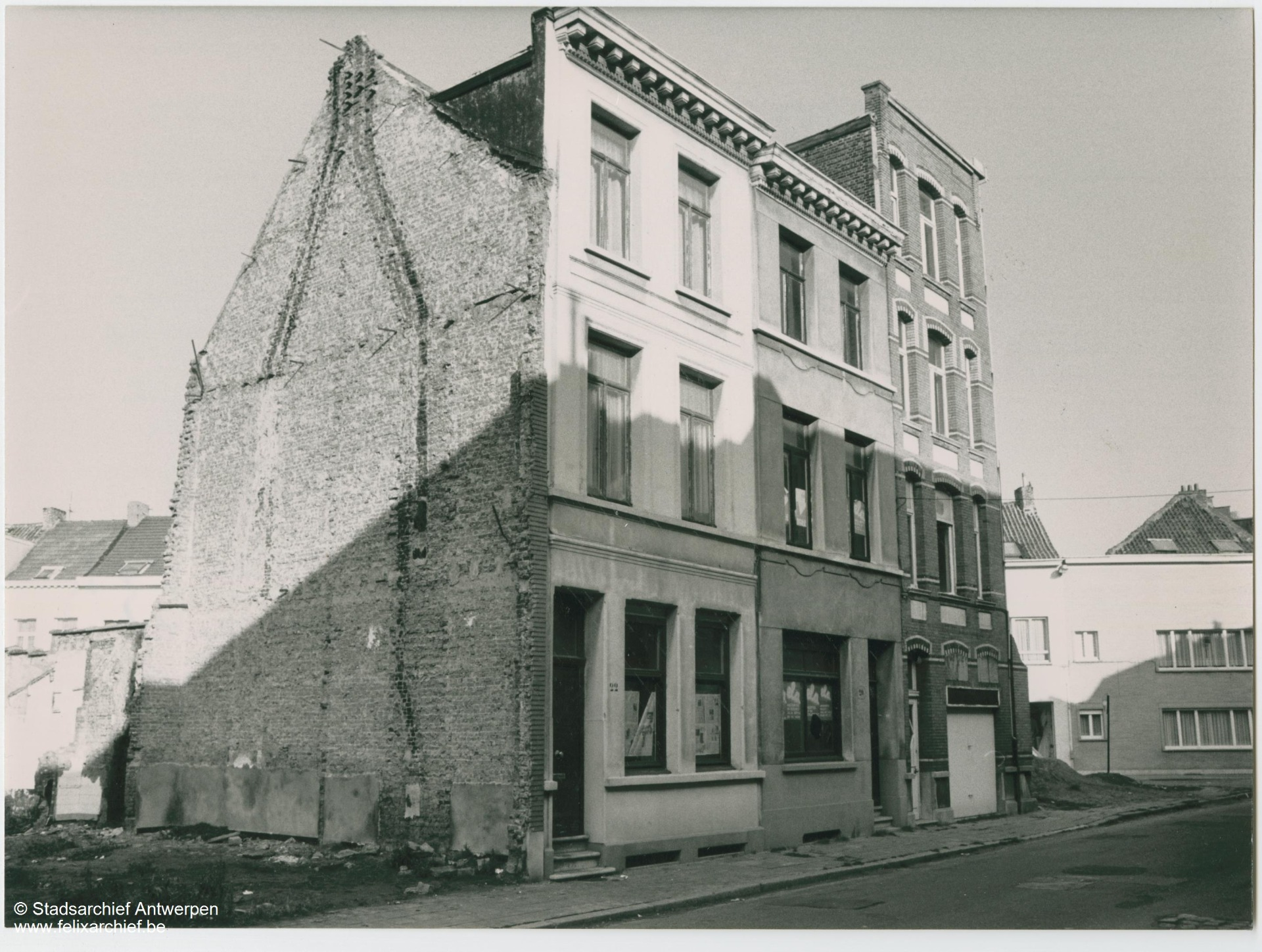
Sloop van 4 woningen in de Reuzenstraat voor de aanleg van het Krugerpark.

Het Krugerpark werd ontworpen door groendeskundige De Buysscher, en de hoofdingang sluit aan op het Krugerplein. Voor de aanleg van het Krugerpark werden tientallen woningen onteigend en gesloopt. Er werd een driehoekige zone van ongeveer een hectare gecreëerd tussen de Delareystraat, de Mertensstraat en de Reuzenstraat. Het park werd ingehuldigd op 17 april 1982, en bestaat uit verschillende grasvelden, picknickplekken en een speeltuin.

## Naam

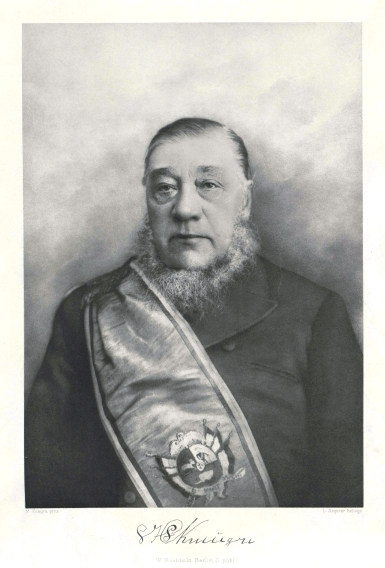
Paul Kruger, generaal in de Eerste Boerenoorlog in Zuid-Afrika, en daarna president van de Zuid-Afrikaanse Republiek.

Het plein werd genoemd naar Paul Kruger. Kruger was in de tweede helft van de negentiende eeuw actief als generaal in de Eerste Boerenoorlog in Zuid-Afrika, en werd daarna president van de Zuid-Afrikaanse Republiek. Kruger is een omstreden figuur, omwille van de manier waarop hij inheemse stammen behandelde in zijn pogingen hen te beschaven. Ook enkele straten rondom het Krugerplein dragen de naam van generaals uit de Boerenoorlogen: de Bothastraat, de Cronjéstraat, de Delareystraat en de Generaal de Wetstraat. Dat het gemeentebestuur er in 1900 voor koos om het plein en de straten te vernoemen naar generaals uit de Boerenoorlogen, is niet toevallig. De Boerenoorlogen werden in Vlaanderen van dichtbij gevolgd. De boerenrepublieken waren, als kleine naties, eerder zwak in vergelijking met een grootmacht als Groot-Brittannië. Daarom gingen ze op zoek naar steun bij taal-en stamverwanten, zoals Vlaanderen. Kruger werd in 1884, tijdens een rondreis door Europa, in Antwerpen ontvangen. In 1903 werden een aantal generaals uit Transvaal opnieuw in Antwerpen verwelkomd. Met de toenemende aandacht voor de impact van het koloniale verleden van België, komen deze straatnamen steeds vaker in opspraak. Zo wil de documentaire Stemmen uit Borgerhout, een initiatief van Groen Borgerhout, buurtbewoners aanmoedigen om het gesprek rond dit thema aan te gaan. Daarnaast organiseert de lokale erfgoedwerking van Borgerhout Littekens van Borgerhout, gespreksavonden over de gevolgen van het koloniaal verleden.

## Bezienswaardig

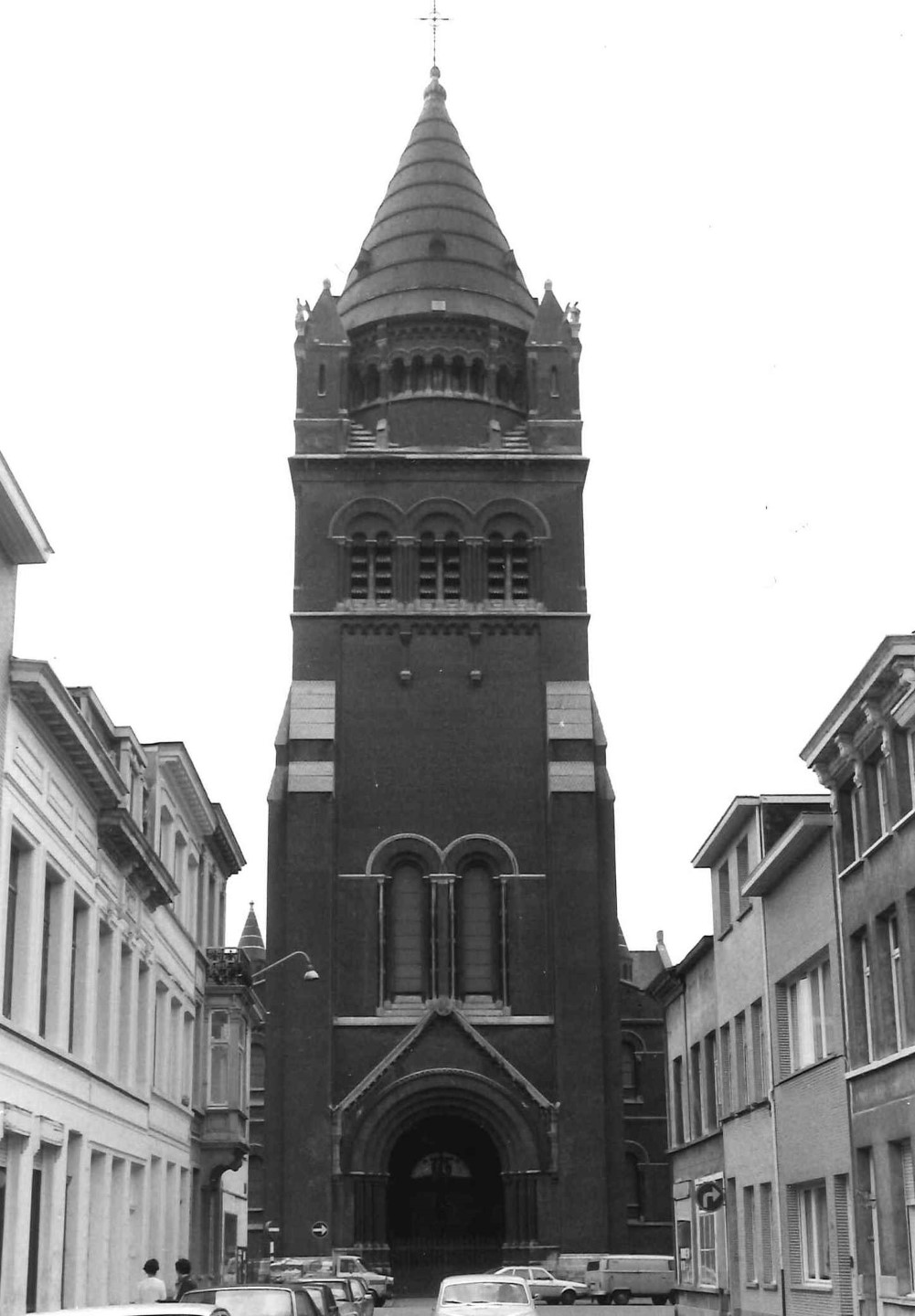
De Sint-Jan-Evangelistkerk, ook wel de Peperbus genoemd.

De Sint-Jan-Evangelistkerk is gelegen aan de Sint-Jansstraat, vlak bij het Krugerplein. De kerk wordt in de volksmond Peperbus genoemd, omwille van haar bijzonder korte spits. De toren van de kerk is het hoogste punt van Borgerhout, en is daarom vanop de meeste plaatsen in Borgerhout goed zichtbaar. De kerk werd in 2018 ontwijd. Het stadsbestuur van Antwerpen is al geruime tijd op zoek naar een gepaste invulling voor het gebouw. In het najaar van 2021 werd beslist dat de stad de kost van de renovatie van de voorgevel op zich zou nemen.

## Galerij

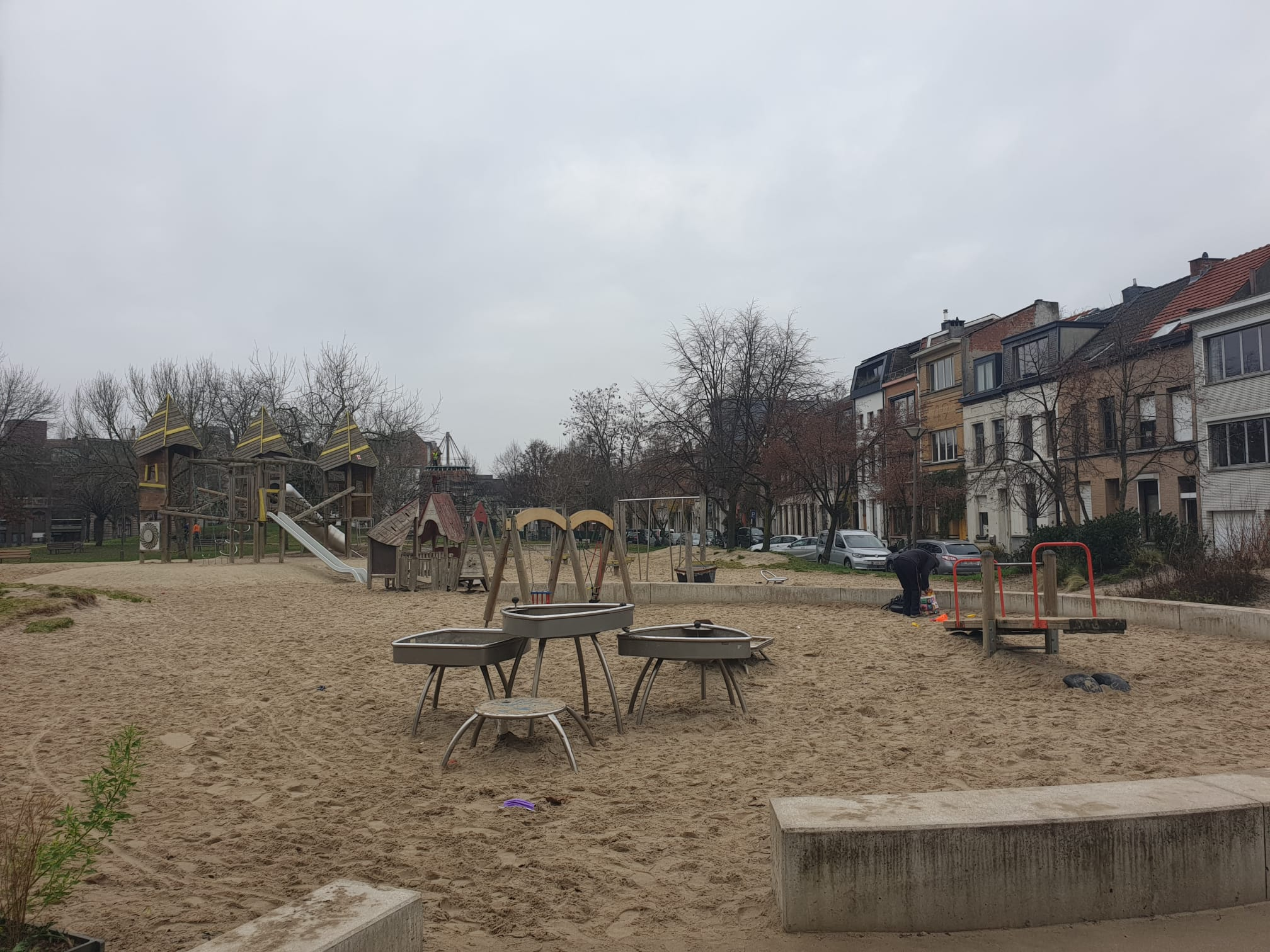
Speeltuin Krugerpark aan de kant van de Reuzenstraat
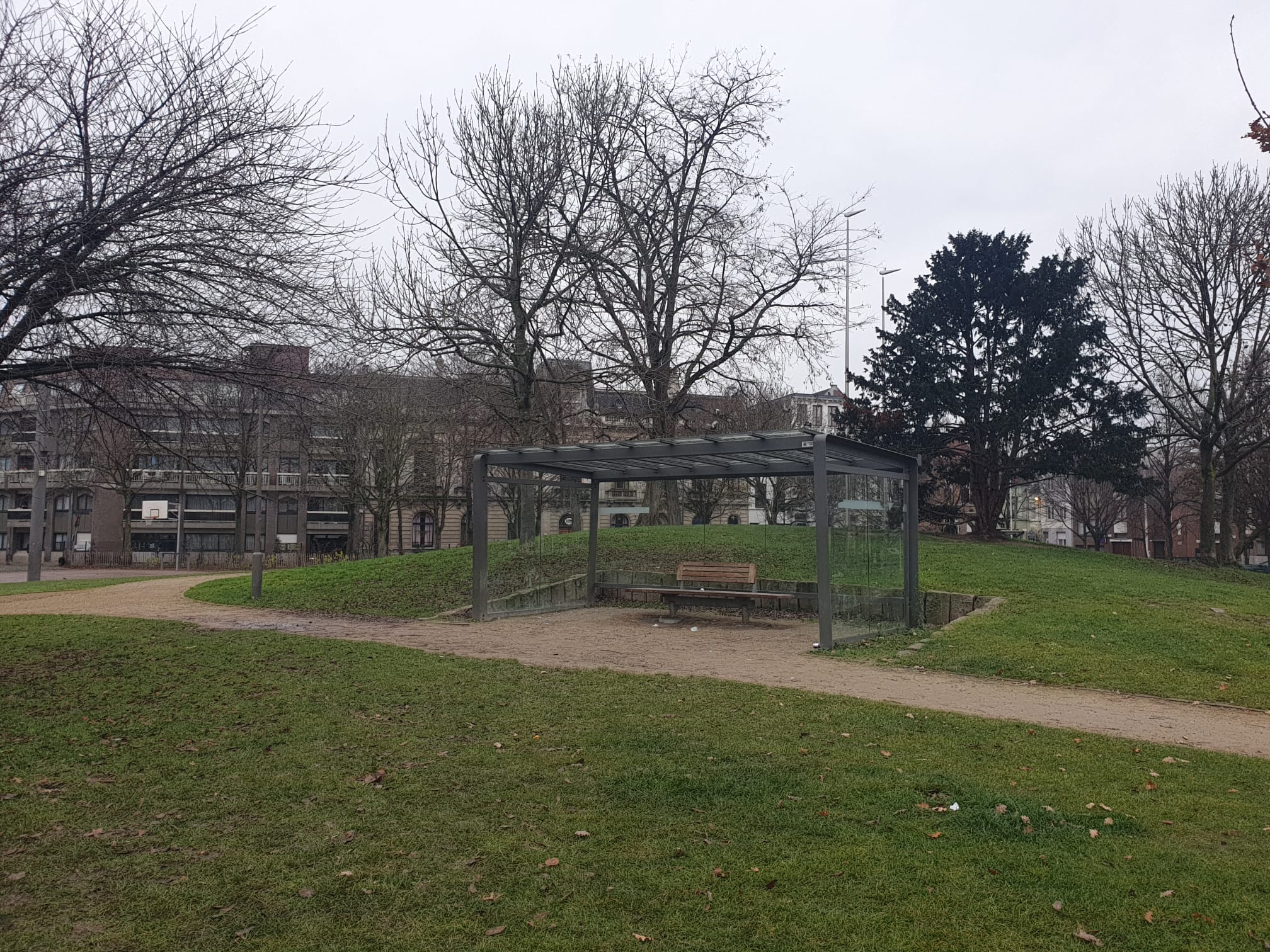
Zitgelegenheid hoogste punt Krugerpark
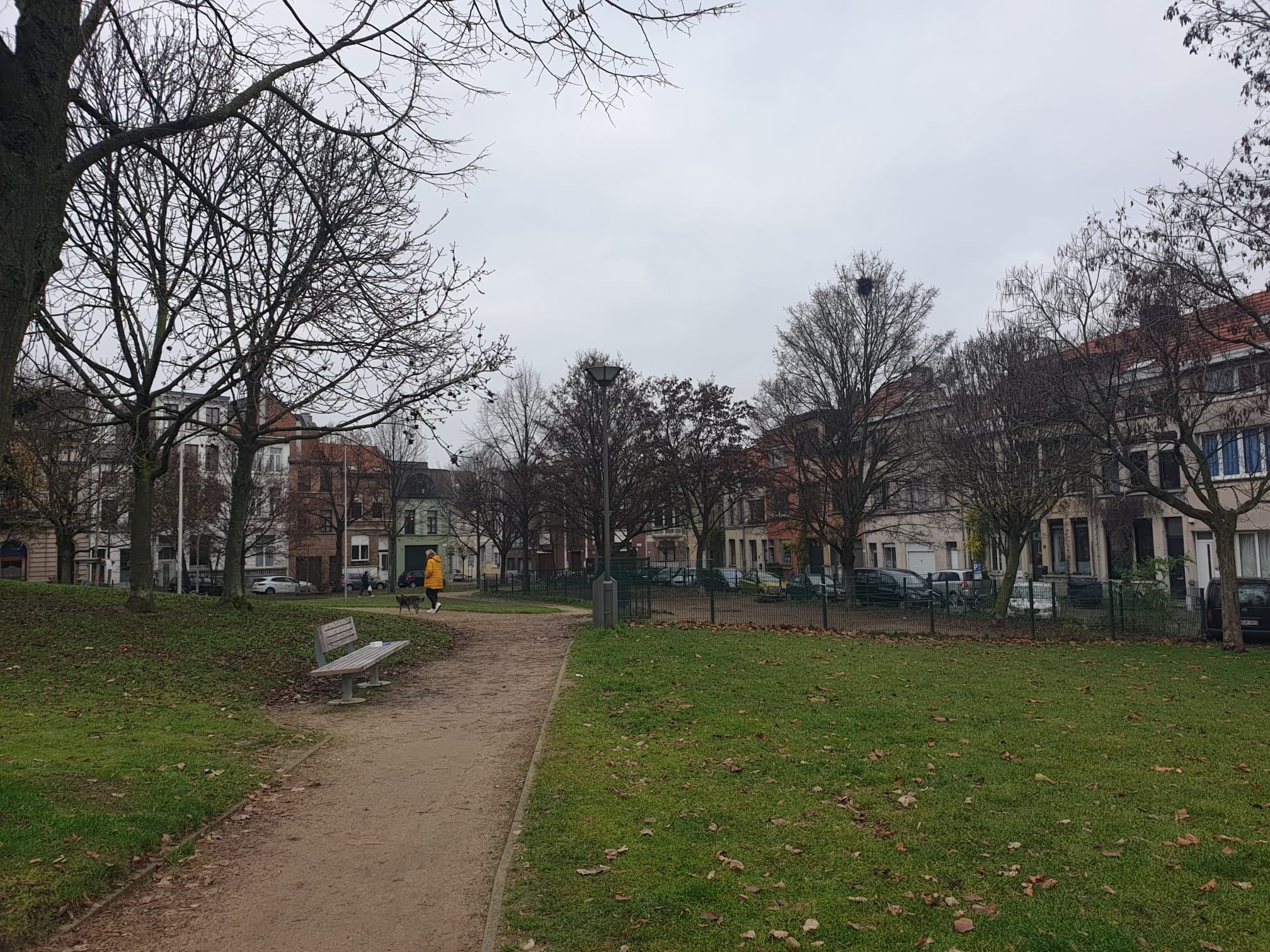
Hondenpark Krugerpark aan de kant van de Mertenstraat
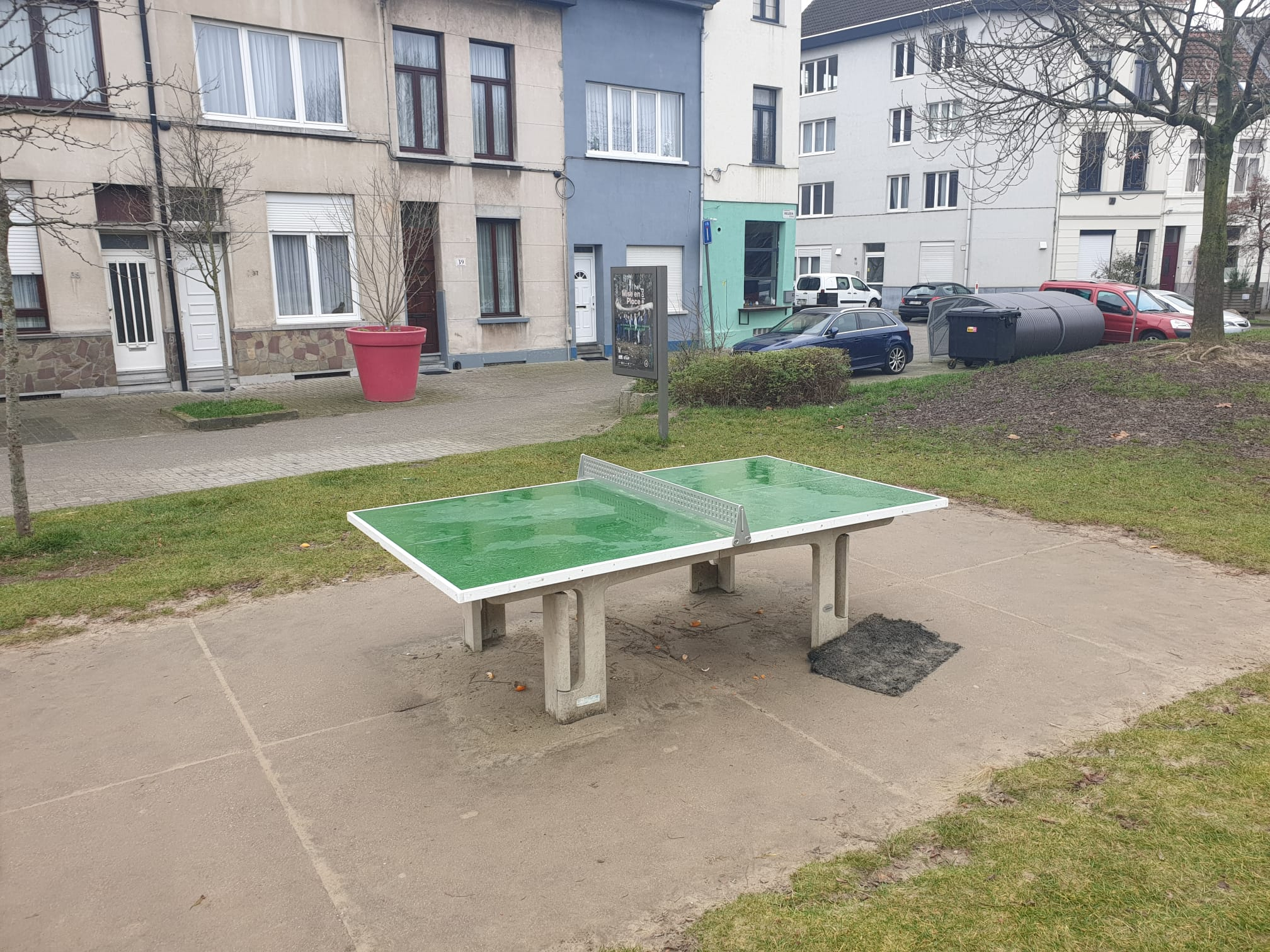
Tafeltennistafel Krugerpark aan de kant van de Reuzenstraat
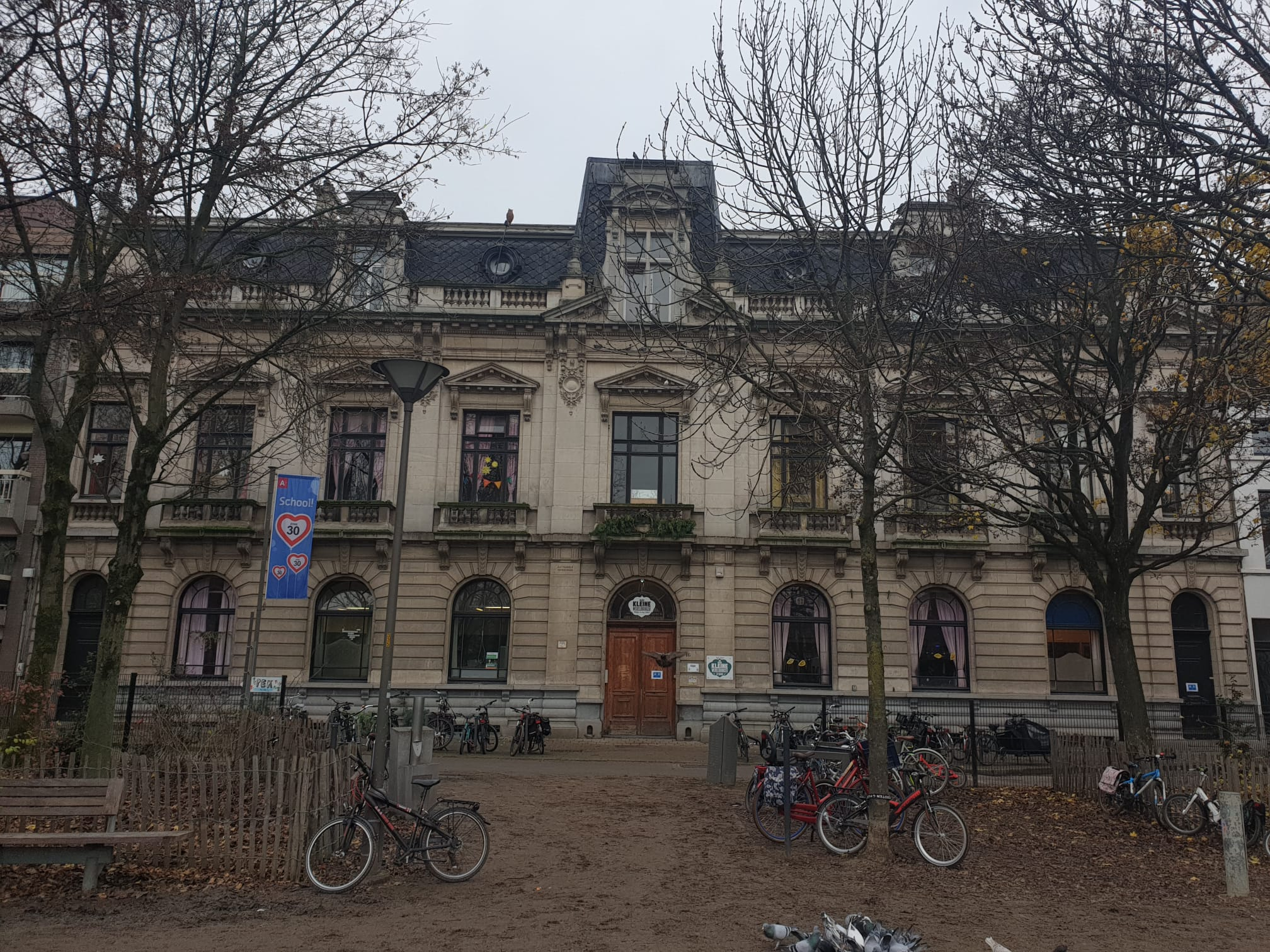
Basisschool De Kleine Wereldburger (Krugerpark) in de Generaad De Wetstraat
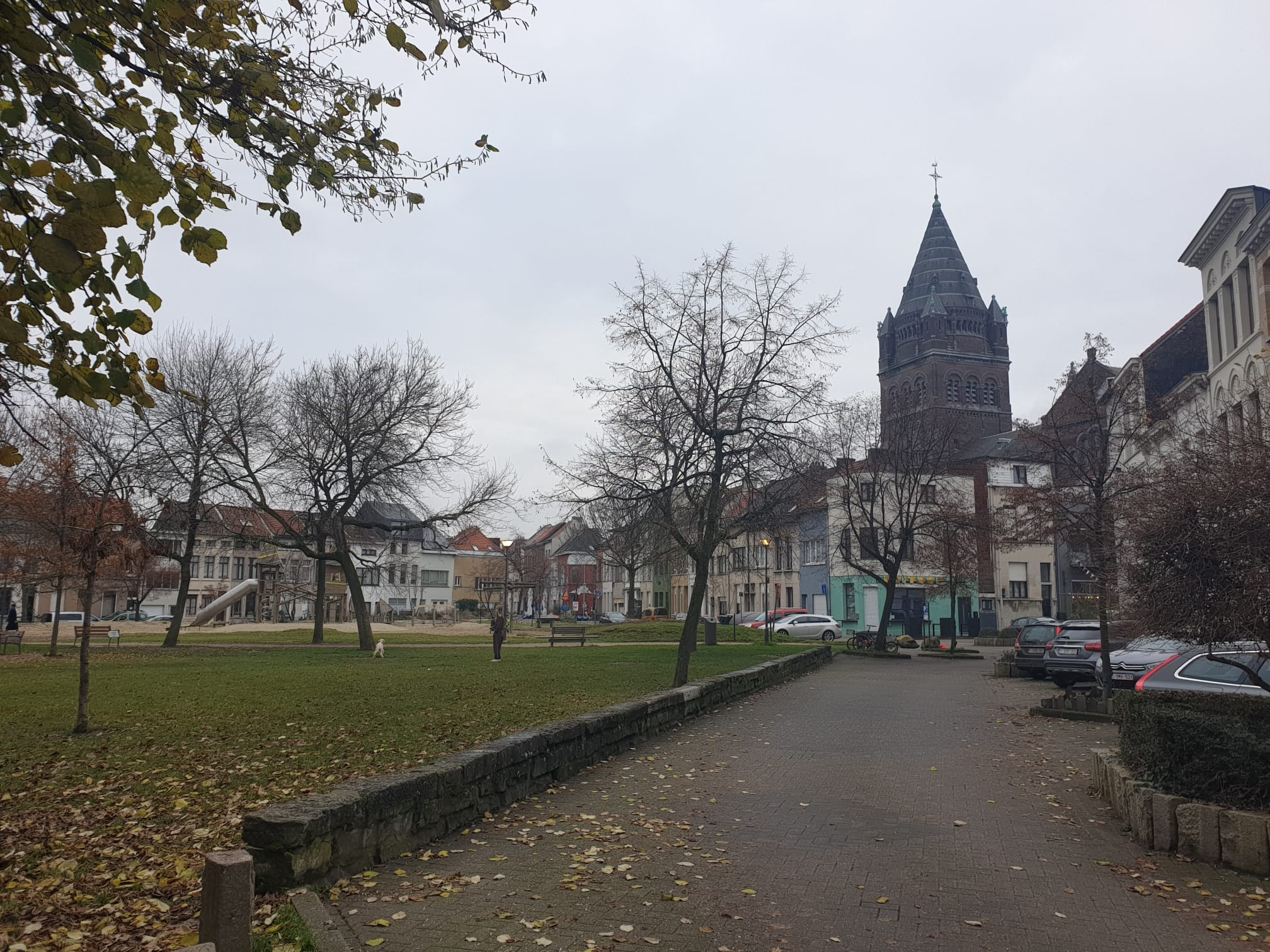
Krugerpark en Peperbus vanuit Delareystraat
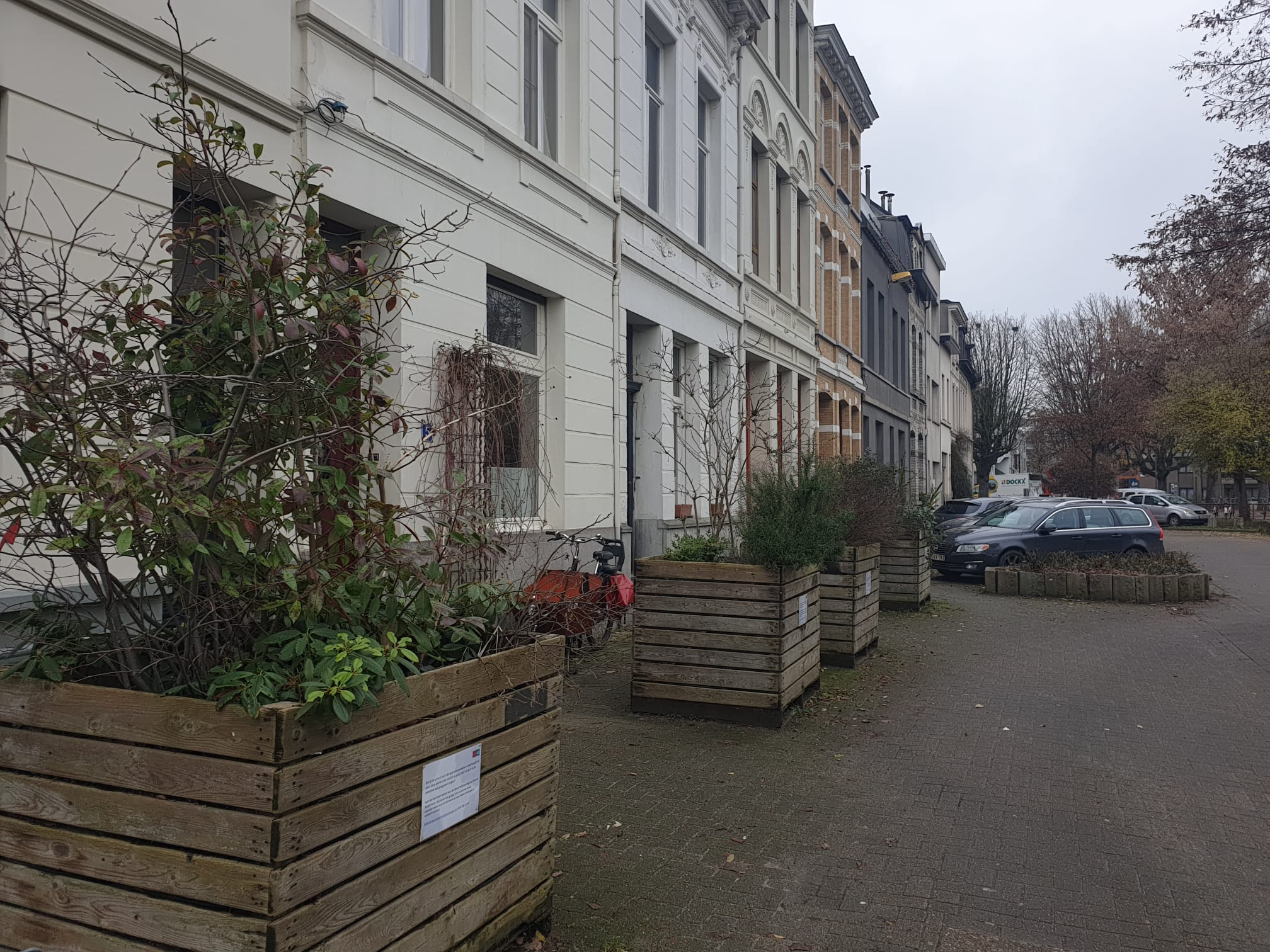
Delareystraat (Krugerpark) met plantenbakken die door de buurt onderhouden worden
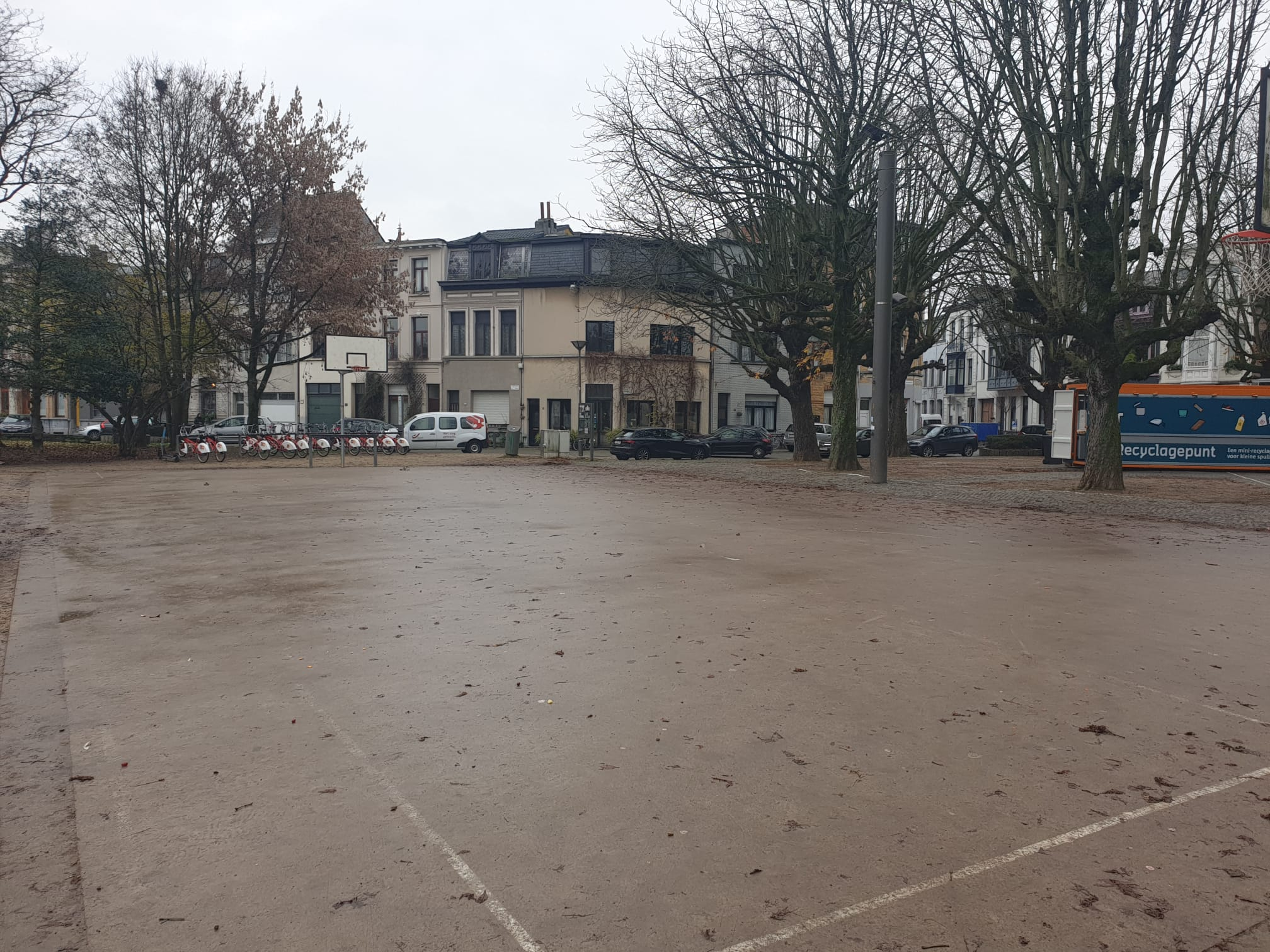
Basketbalveld Krugerpark aan de kant van het Krugerplein
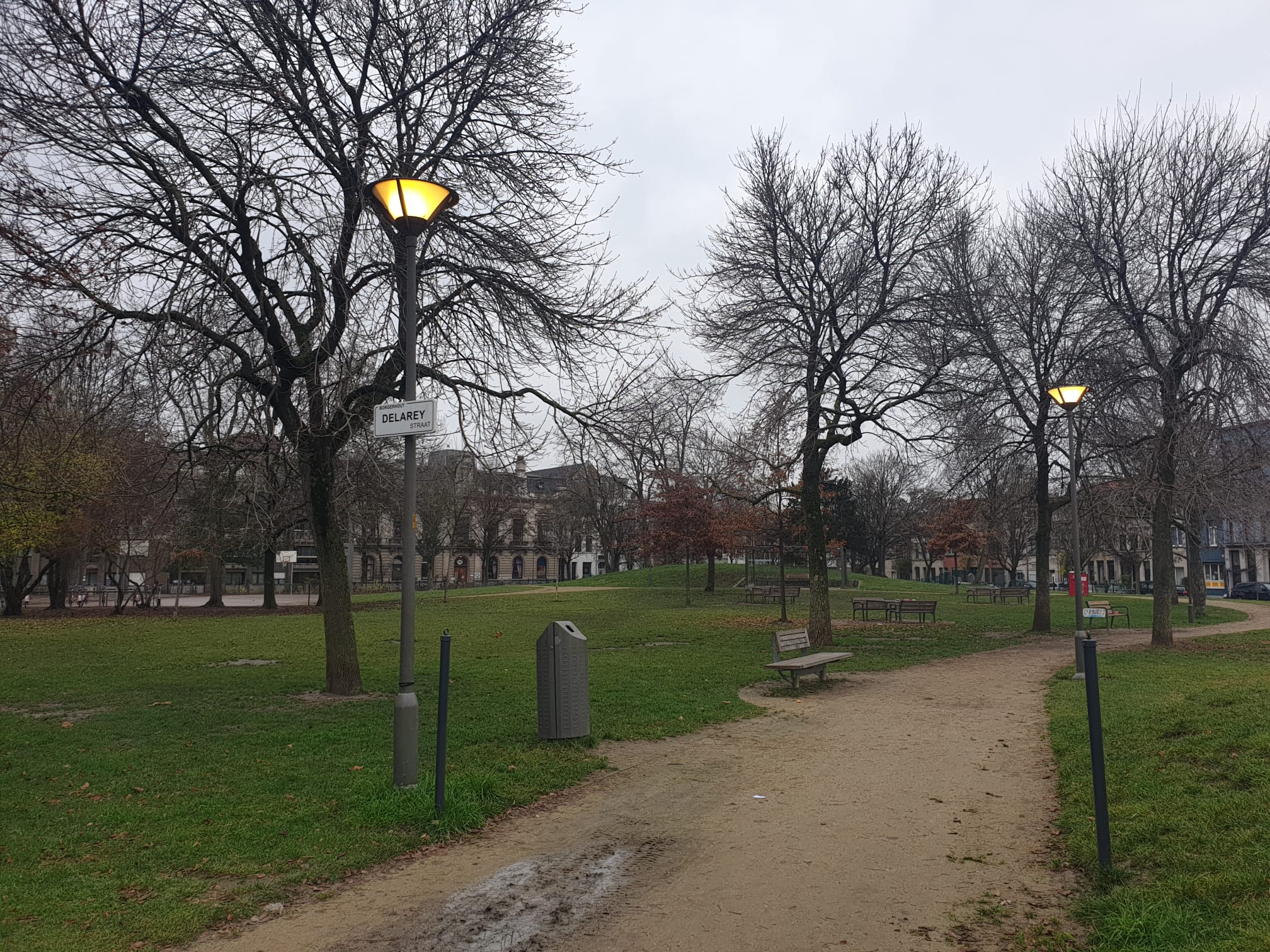
Krugerpark gezien vanaf de Delareystraat
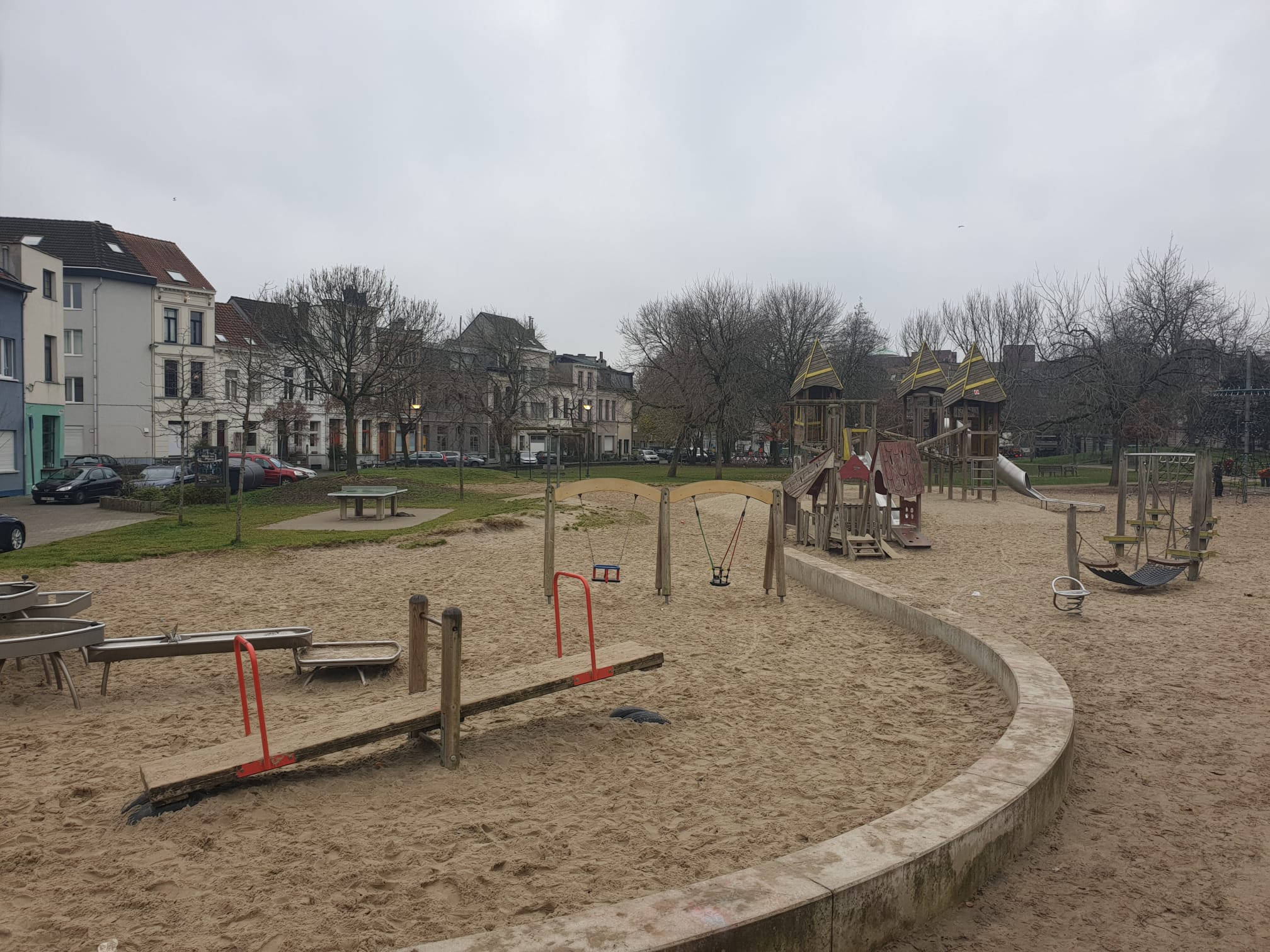
Speelinfrastructuur Krugerpark
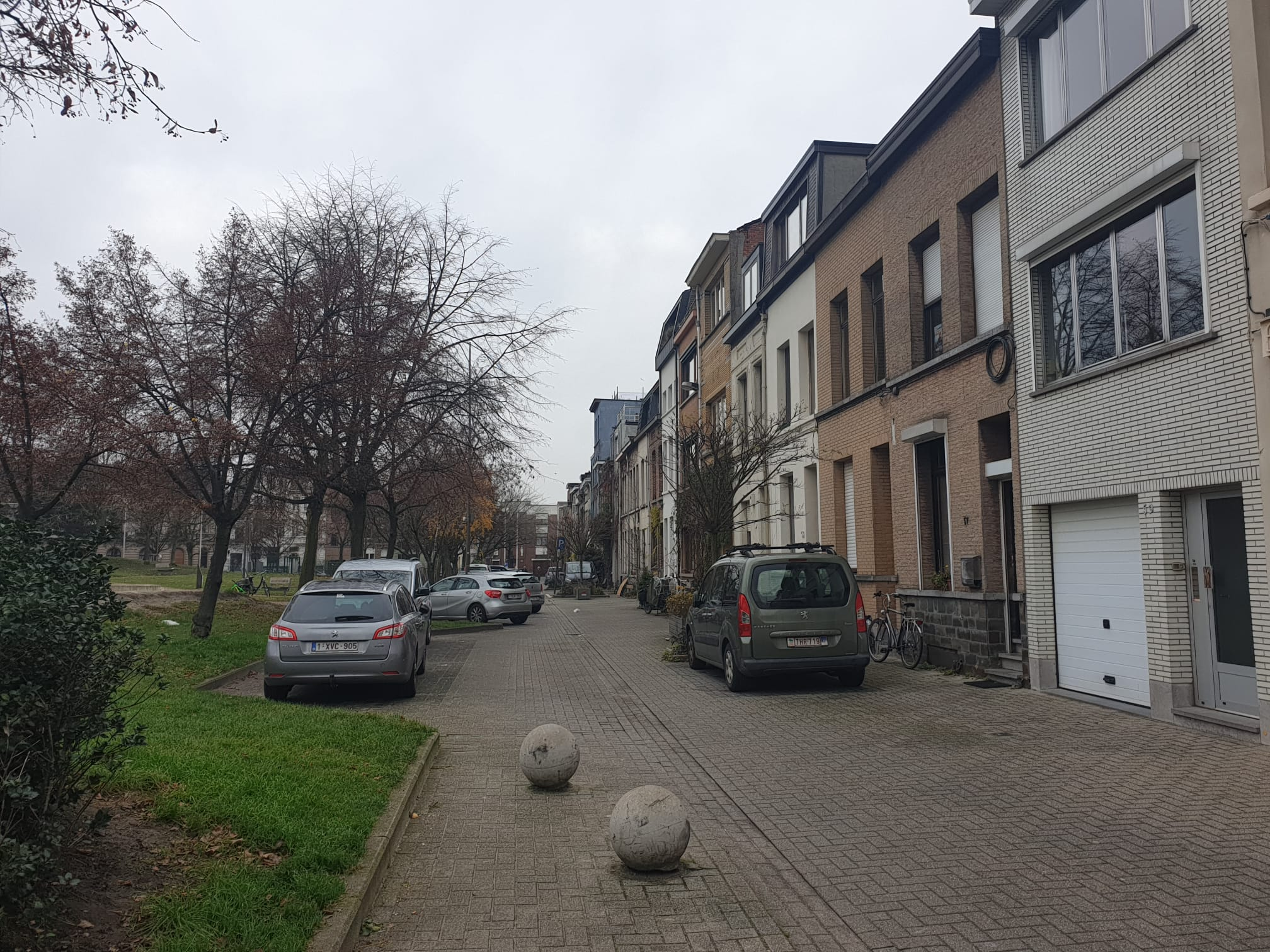
Woonerf Mertensstraat Krugerpark
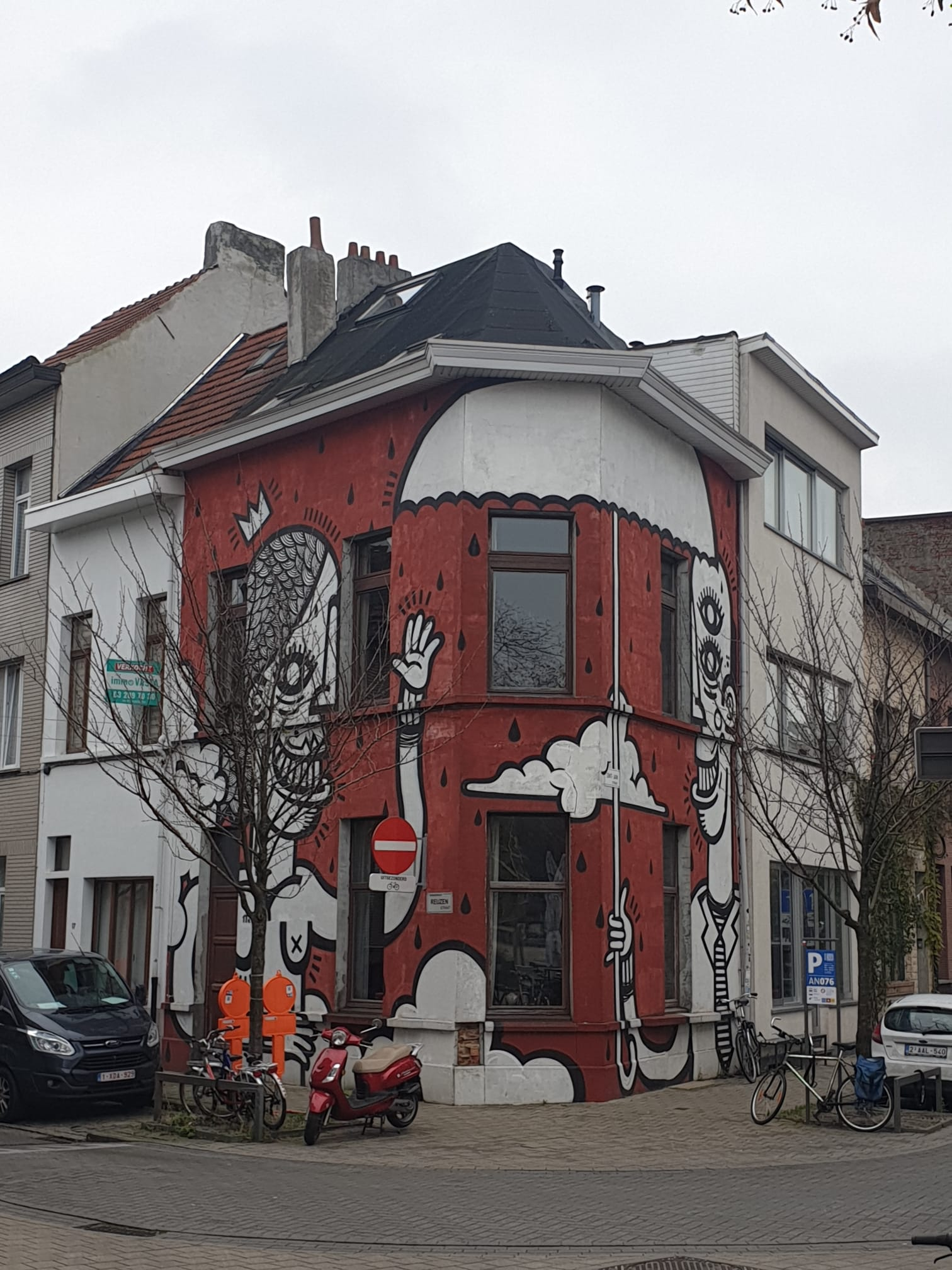
Kunstwerk op gevel op de hoek van de Reuzenstraat met de Sint-Janstraat aan Krugerpark
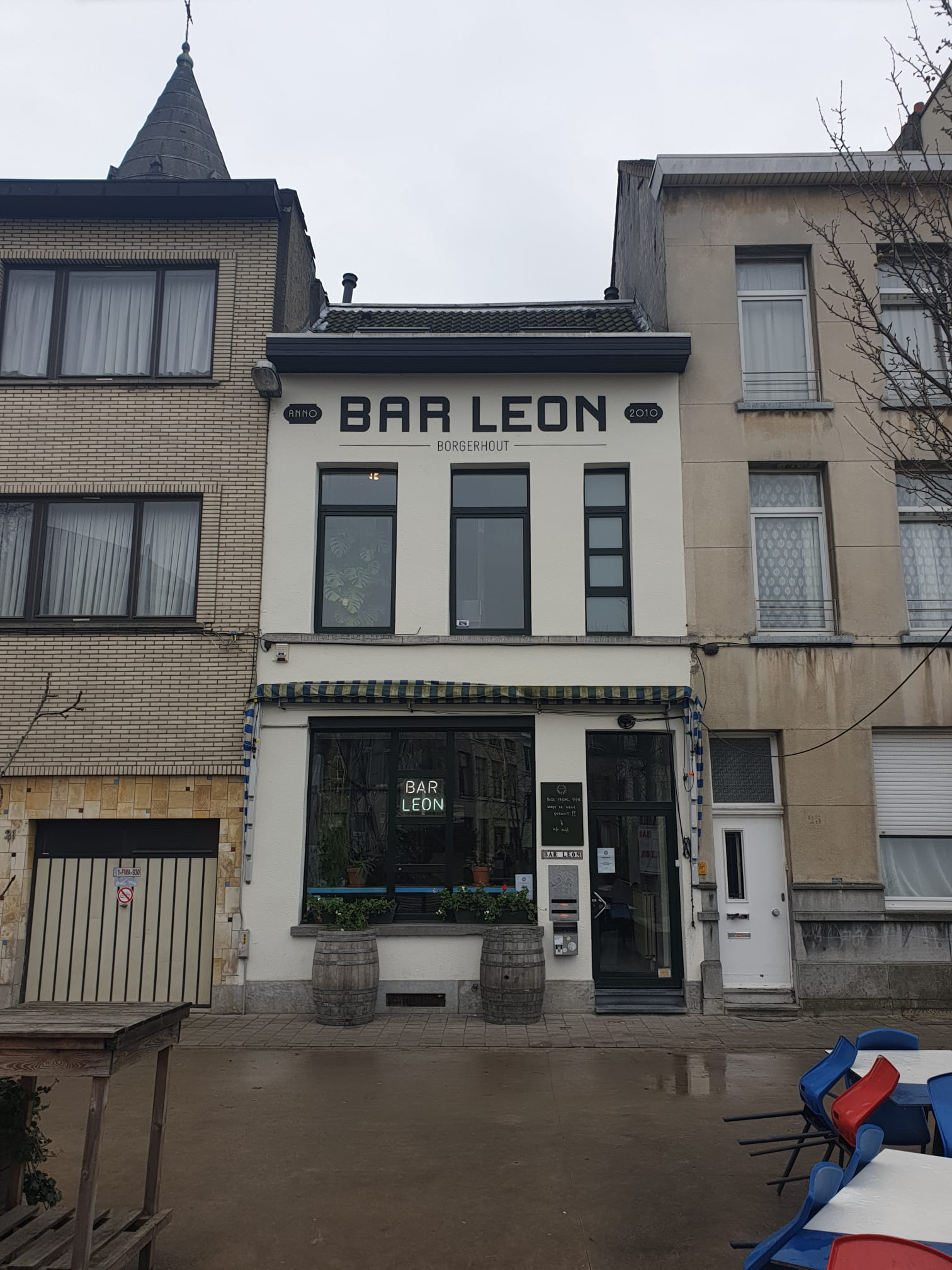
Bar Leon in de Reuzenstraat (Krugerpark). Oudste en enige café op het plein. Voorheen café Apropoo.